# Alf Lie
Alf Lie (Bergen, 10 april 1887 - Bergen, 22 maart 1969) was een Noors turner.
Lie won samen met zijn broer Rolf tijdens de Olympische Zomerspelen 1912 met de Noorse ploeg de gouden medaille in de landenwedstrijd vrij systeem.

## Olympische Zomerspelen
| Jaar | Plaats    | Resultaten        |
| ---- | --------- | ----------------- |
| 1912 | Stockholm | team vrij systeem |